# 玫瑰营镇
玫瑰营镇，是中国内蒙古自治区乌兰察布市察哈尔右翼前旗下辖的一个镇。

## 行政区划
玫瑰营镇共辖以下地区：
玫瑰营村、十二股村、庞家村、古营盘村、红旗村、王贵沟村、弓沟村、望爱村、哈拉沟村、头道沟村、马莲渠村、全胜局村、高宏店村、袈裟庙村、天和永村、六号村、赵油房村、老官路村、九股泉村和张三沟村。

## 历史
1874年，蒙古主教、比利时圣母圣心会传教士巴耆贤派刘振林神父从蒙古贵族手中购买七苏木，设立传教公所，招徕农民，创建教友村庄，根据玫瑰经而命名为玫瑰营。1899年兴建玫瑰营主教座堂。